# آشن
آشن (به فرانسوی: Achain) یک کمون در فرانسه است که در Canton of Château-Salins واقع شده‌است.

## خصوصیات
آشن ۴٫۷۹ کیلومترمربع مساحت و ۸۷ نفر جمعیت دارد.